# Seizō Fukumoto
Seizō Fukumoto (福本 清三, Fukumoto Seizō), (Kyoto, 3 de febrer de 1943 - 1 de gener de 2021), va ser un actor japonès.

## Biografia
Seizō Fukumoto va començar la seva carrera com a actor a l'edat de 15 anys a Kyoto. Especialitzat en pel·lícules i pel·lícules de televisió del gènere jidaigeki, ambientades en el període Edo, va interpretar sovint personatges rōnin, tot i que la seva rica carrera li ha permès assumir tots els papers del gènere. Té un talent particular per al kirareyaku, del qual és un dels especialistes al Japó, és a dir, el personatge que és assassinat durant una lluita d'espasa, tan bé que se l'anomena 
| « | l'home que ha mort 50.000 vegades a la pantalla | » |

 No obstant això, Seizō Fukumoto també apareix en els drames moderns com a policia o yakuza.
El 2003 va interpretar el paper del samurai mut a la pel·lícula nord-americana L'últim samurai d'Edward Zwick. El 2014 va interpretar per primera vegada el personatge principal d’una pel·lícula a Uzumasa Limelight, de Ken Ochiai i va guanyar el premi al millor actor per la seva actuació al festival FanTasia.
Va morir el dia 1 de gener de 2021 als 77 anys a casa seva a Kyoto després d'un càncer de pulmó

## Filmografia
- 1974: The Street Fighter's Last Revenge]' (逆襲！殺人拳, Gyakushū! Satsujin ken) Satsujin ken ?) de Shigehiro Ozawa : Gondo
- 1978: Message from Space (宇宙からのメッセージ, Uchū kara no messēji) Per Kinji Fukasaku
- 1979: Nihon no fikusā (日本の黒幕) Per Yasuo Furuhata : Nakahashi
- 1979: Sanada Yukimura no bōryaku (真田幸村の謀略) Per Sadao Nakajima
- 1981: Samurai Reincarnation (魔界転生, Makai tenshō) Per Kinji Fukasaku : un ninja
- 1982: Roaring Fire (吼えろ鉄拳, Hoero! Tekken) Tekken ?) de Norifumi Suzuki
- 2001: Red Shadow (RED SHADOW 赤影, Reddo shadō akakage) Per Hiroyuki Nakano : Sasai
- 2003: L'últim samurai d'Edward Zwick: el samurai silenciós, anomenat Bob
- 2014: Uzumasa Limelight (太秦ライムライト, Uzumasa raimuraito) de Ken Ochiai (ja) : Seiichi

## Premis
- 2004: premi especial al Premis de l'Acadèmia Japonesa[7]
- 2014: premi al millor actor per la seva actuació a Uzumasa Limelight al festival FanTasia[5]